# Frits Karsowidjojo
Ferdinand Roslan (Frits) Karsowidjojo (21 mei 1909 - 8 mei 1977) was een Surinaams politicus.

## Biografie
Zijn moeder Bok Maroepi was in 1901 als 18-jarige contractarbeider vanuit Java in het toenmalige Nederlands-Indië naar Suriname gegaan waar ze in 1949 zou overlijden. Zelf koos hij in 1949 de geslachtsnaam Karsowidjojo en de voornamen Ferdinand Roslan.
Aanvankelijk was hij werkzaam als onderwijzer maar later stapte hij over naar de bestuurdienst. Eind 1962 werd hij adjunct-districtssecretaris en vijf jaar later volgde zijn benoeming tot districtssecretaris.
Daarnaast was hij vanaf maart 1967 lid van de Staten van Suriname. Hij was toen als kandidaat voor Sarekat Rakjat Indonesia (SRI) voor het district Commewijne verkozen. Bij tussentijdse verkiezingen in 1969 werd hij herkozen waarna hij de minister van Binnenlandse zaken werd. Na het voltooien van zijn termijn van 4 jaar kwam een einde aan zijn politieke loopbaan.
In 1977 overleed hij op 67-jarige leeftijd.